# Benachakallu, Kunigal
Benachakallu là một làng thuộc tehsil Kunigal, huyện Tumkur, bang Karnataka, Ấn Độ.